# Christian Papke
Dr. Christian Papke (Bázel, 1974 –) osztrák (német) színházi-, opera- és filmrendező, dramaturg és műsorvezető.

## Élete
Svájcban született egy német családba. Németországban Münchenben és Darmstadtban, majd Rio de Janeiróban nőtt föl. Szakirányú tanulmányait Bécsben a Bécsi Egyetem Film-, színház- és médiatudományi karán végezte 1993–1998 között. Ezután kulturális kutatói ösztöndíjjal Brazíliában tanulmányozta az ottani színházi kultúrát. A doktori fokozatot Párizsban szerezte meg 2001-ben. Ezt követően a Bécsi Gazdasági Egyetem mesterképzésére járt, ahol 2011-ben kapott mikroökonómiai diplomát.
2001-től dolgozik dramaturgként, színházi és opera rendezőként. 2002-ben megalapította a mooncraver-csoportot, ami egy fiatalokból, amatőr- és profi színészekből álló társulatként működött – együttműködésben két bécsi színházzal – 2006-ig. 2006-ban a Nemzetközi PEN Club tagjai között legfiatalabbként beválasztották annak osztrák tagszervezetébe, melynek 2007–2011 között elnöki pozícióját is ellátta.
A 2004/2005-ös évad óta az Osztrák Köztársaság Európai és Nemzetközi Ügyek Szövetségi Minisztériumának kurátora. Kitalálója és 2005-től projektvezetője a „Talking About Borders” („Beszéd a határokról”, német címe: „Über Grenzen sprechen”) elnevezésű, minden évben más kelet-európai országban kiírt drámaírói versenynek, ami Ausztria minisztériuma és az osztrák P.E.N.-Club közös támogatásával jött létre. A 2005 és 2013 között részt vevő országok: Macedónia, Szerbia, Horvátország, Bosznia-Hercegovina, Albánia, Bulgária, Románia, Ukrajna és Grúzia. 2014-től a projekt otthona a Staatstheater Nürnberg lett, ahol ifjúsági drámapedagógiai programmal egészült ki.
2013-ban életre hívott az ORF (Österreichischer Rundfunk) osztrák állami közszolgálati műsorszolgáltató csatornán egy kulturális műsort „Bühne Europa” („Európa Színpadai”) címmel, melybe a helyszíni riportalanyokon túl videó konferencia segítségével invitálja közös beszélgetésre egy-egy téma mentén a nemzetközi színházi élet szereplőit Európa-szerte. Vendég volt Szalma Dorotty és Zalán Tibor is.
Mindemellett rendszeres rendezője és résztvevője különböző szociális és jótékonysági kulturális programoknak. Nemcsak rendezőként, zsűrizni is hívják. 2014-ben egy 90 perces ismeretterjesztő dokumentumfilmet forgatott Grúziáról.

## Munkái
Saját műveivel gyakori résztvevője felolvasásoknak, darabjait bemutatták, illetve dramaturgként és rendezőként dolgozott a bécsi Népszínházban, bécsi Metropolban, a Porgy & Bess Jazz-klubban, az Alsó-Ausztriai Tartományi Színházban (Landestheater Niederösterreich), a grazi színház (Schauspielhaus Graz), Bécsi Koncertház (Wiener Konzerthaus), a bécsi ORF Radiokulturhaus, a hamburgi Thalia Színház, Badeni Állami Színház - Karlsruhe, a nemzetzözi BITEF (Belgrád) és MESS (Szarajevó) színházi fesztiválokon, tiranai Nemzeti Színházban, és ugyanott az Állami Operaházban, a temesvári Nemzeti Színházban és Izraelben.
Christian Papke rendezései közül 2009-ben Boszniában az I don‘t like Mondays - egy összjáték a szerb, horvát bosnyák hármas hovatartozásról, egyike az első daraboknak, ami - a Délszláv háború után tartott MESS nemzetközi színházi fesztiválon elnyerte a legjobb színpadképért járó díjat (díszlettervező: Alois Gallé); 2010-ben pedig Albániában a Die Macht der Gewohnheit főszereplőjét, Vasjan Lami-t (Caribaldi szerepében), az év férfiszínészévé választották.
2006 óta hét publikációt jelentetett meg az Osztrák Köztársaság Európai és Nemzetközi Ügyek Szövetségi Minisztériumának évente megjelenő kiadványában.

### Rendezőként
- 2007: Emilia Andrejevic Der große Feierabend - Theater Atelje 212 (Belgrád)
- 2008: Yannick Gent Septemberknospen - Wiener Metropol (Bécs)
- 2009: Thomas Bernhard Die Macht der Gewohnheit - Nemzeti Színház (Tirana)
- 2009: Zlatko Topcic I don’t like Mondays von am Kamerni 55 - (Szarajevó)
- 2010: Lehár Ferenc A víg özvegy - Állami Operaház (Tirana)
- 2012: Thomas Bernhard Vor dem Ruhestand - Nemzeti Színház (Temesvár)
- 2012: Peter Stamm Agnes (regénye nyomán) - Badeni Állami Színház (Karlsruhe)
- 2013: Wolfgang Amadeus Mozart Don Giovanni - Állami Operaház (Tirana)

### Dramaturgként
Számos hangoskönyvként és rádióban előadott hangjátékot írt. Ezeken felül például:
- 2004: Rainer Maria Rilke Dir zur Feier über
- 2007: Briefe an eine Geliebte (Constanze Esmarch viszonyáról Theodor Stormmal, levelezésük nyomán)
- 2012: Der beste Ehemann von allen (Efrájim Kishon és osztrák fordítója, Friedrich Torberg kapcsolatáról, levelezésük nyomán)
- 2012: Peter Stamm Agnes[5]

## Díjai
- 2012 - a bolgár kultuszminiszter kitüntetése (az osztrák-bolgár kulturális kapcsolatok építéséért és a bolgár művészet és kultúra népszerűsítéséért)[6][7]

## Fordítás
- Ez a szócikk részben vagy egészben a Christian Papke című német Wikipédia-szócikk ezen változatának fordításán alapul.  Az eredeti cikk szerkesztőit annak laptörténete sorolja fel. Ez a jelzés csupán a megfogalmazás eredetét és a szerzői jogokat jelzi, nem szolgál a cikkben szereplő információk forrásmegjelöléseként.